# Tristaniopsis bilocularis
Tristaniopsis bilocularis är en myrtenväxtart som först beskrevs av Otto Stapf, och fick sitt nu gällande namn av Peter G.Wilson och John Teast Waterhouse. Tristaniopsis bilocularis ingår i släktet Tristaniopsis och familjen myrtenväxter. Inga underarter finns listade i Catalogue of Life.